# Shingo Katsurayama
Shingo Katsurayama (葛山 信吾 Katsurayama Shingo?, nacido el 7 de abril de 1972, en Kameyama, Mie, Japón) es un actor japonés representado por la agencia de talentos CES. 

## Vida personal
Los pasatiempos de Katsurayama son conducir un automóvil, coleccionar mini autos, karaoke y deportes al aire libre. Su habilidad es tocar el saxofón. 

## Filmografía

### Series de televisión
| Año  | Título                                           | Papel              | Cadena         | Notas                       |
| ---- | ------------------------------------------------ | ------------------ | -------------- | --------------------------- |
| 1991 | Vingt Cinq Ans Kekkon                            |                    | Fuji TV        |                             |
| 1992 | Hōkago                                           | Yu Sakaura         | Fuji TV        |                             |
| 1993 | Ai Shi Teru yo!                                  | Hiroshi Matsuoka   | TV Asahi       |                             |
| 1993 | The Strawberry Statement                         | Naoya Shimazaki    | TV Asahi       |                             |
| 1994 | Yukemuri Joshidai-sei Sōdō                       |                    | ABC            |                             |
| 1994 | 17-sai: At Seventeen                             |                    | Fuji TV        |                             |
| 1994 | Dai Kazoku Drama Yome no Derumaku                | Koji Nakagawa      | TV Asahi       |                             |
| 1994 | Watashi no Unmei                                 | Makoto Nakagawa    | TBS            |                             |
| 1996 | Yume-reki Nagasaki Bugyō                         | Tōyama Kagemoto    | NHK            |                             |
| 1997 | Sashisuse-so!?                                   | Yuji               | TBS            |                             |
| 1998 | Uesugi Harunori                                  |                    | NHK            |                             |
| 1998 | Kamisama, Mōsukoshi Dake                         |                    | Fuji TV        |                             |
| 1999 | Genroku Ryōran                                   | Okano Kinemon      | NHK            |                             |
| 1999 | Maiko-san wa Mei Tantei!                         | Sugihara           | TV Asahi       |                             |
| 1999 | Wataru Seken wa Oni Bakari                       | Nobuhiko Kasuga    | TBS            |                             |
| 2000 | Kamen Rider Kūga                                 | Kaoru Ichijo       | TV Asahi       |                             |
| 2000 | Alibi no Kanata ni                               | Keiji Koyama       | Fuji TV        |                             |
| 2001 | Kasōken no Onna                                  | Junji Uehara       | TV Asahi       |                             |
| 2002 | Toshiie to Matsu: Kaga Hyakumangoku Monogatari   | Azai Nagamasa      | NHK            |                             |
| 2002 | Koisuru Top Lady                                 |                    | KTV            | Episodio 4                  |
| 2002 | Shinju Fujin                                     | Naoya Sugino       | THK            |                             |
| 2003 | Itsumo Futari de                                 | Naoyuki Okuda      | Fuji TV        |                             |
| 2003 | Bijo ka Nokemono                                 | Kimiyasu Hongo     | Fuji TV        | Episodio 2                  |
| 2003 | Aka-chan o Sagase                                |                    | NHK            |                             |
| 2003 | Ōoku                                             | Tokugawa Iemochi   | Fuji TV        |                             |
| 2003 | Anata no Jinsei o Hakobi Shimasu                 | Kurebayashi        | TBS            | Episodio 5                  |
| 2003 | Yumemiru Budō: Hon o Yomu Onna                   | Hiromi Furuya      | NHK            |                             |
| 2003 | Suekko Chōnan Ane Sannin                         | Yuji Kitamura      | TBS            |                             |
| 2004 | Ryoma ga Yuku                                    | Takasugi Shinsaku  | TV Tokyo       |                             |
| 2004 | Fire Boys: Me-gumi no Daigo                      | Mitsuru Akahoshi   | Fuji TV        |                             |
| 2004 | Chiharu Saotome no Tenjō Hōkoku-sho              | Tetsuya Kisaragi   | TBS            |                             |
| 2004 | Horobi no Monochrome                             | Kengo Inami        | Fuji TV        |                             |
| 2004 | Kekkon no Katachi                                | Daisuke Nakahara   | NHK            |                             |
| 2005 | Rikon Bengoshi                                   | Kosuke Kitayama    | Fuji TV        | Episodio 3                  |
| 2005 | Kisou no Onna II                                 |                    | TV Asahi       |                             |
| 2005 | Densha Otoko                                     | Seno               | Fuji TV        | Episodio 4                  |
| 2006 | Top Caster                                       | Keigo Hattori      | Fuji TV        | Episodio 4                  |
| 2006 | Boku no Aruku Michi                              | Masaya Kawahara    | KTV            |                             |
| 2006 | Himitsuna Oku-san                                | Rokuro Aida        | Fuji TV        |                             |
| 2007 | Mop Girl                                         | Itto Kitahama      | TV Asahi       | Episodio 9                  |
| 2007 | Sushi Ōji!                                       | Shinkuro Sekigetsu | TV Asahi       | Episodios 3 y 4             |
| 2008 | Suite 10: Saigo no Koibito                       | Yasunori Seki      | TBS            |                             |
| 2008 | 7-ri no Onna Bengoshi                            | Yosuke Nakagawa    | TV Asahi       | Episodio Final              |
| 2009 | Tenchijin                                        | Abe Masayoshi      | NHK            |                             |
| 2009 | Rescue: Tokubetsu Kōdo Kyūjotai                  | Hiroyuki Umifuji   | TBS            | Episodio 8 y Episodio Final |
| 2009 | Yukemuri Bus Tour Sayaka Sakuraba no Jiken-bo    | Taro Tondabayashi  | TBS            |                             |
| 2010 | Angel Bank                                       | Yukihiro Ishii     | TV Asahi       | Episodio 7                  |
| 2010 | Okā-san no Saigo no Tsuitachi                    | Shoichi Mizuno     | TV Asahi       |                             |
| 2010 | Marks no Yama                                    | Saburo Arisawa     | WOWOW          |                             |
| 2010 | Tantei Club                                      | Shinichi Narita    | Fuji TV        |                             |
| 2011 | Marumo no Okite                                  | Junichiro Sasakura | Fuji TV        | Episodio 1                  |
| 2011 | Hanawa-ka no Shi Shimai                          | Onodera            | TBS            | Episodios 6 y 7             |
| 2012 | Toshi Densetsu no Onna                           | Ryoichi Narita     | TV Asahi       | Episodio Final              |
| 2012 | Usuzakura-ki                                     | Keinoshin Takagi   | NHK BS Premium |                             |
| 2012 | Yasuo Uchida Suspense                            | Kazuo Okabe        | TV Tokyo       |                             |
| 2012 | Perfect Blue                                     | Toshihiko Uno      | TBS            | Episodio 4                  |
| 2013 | Kateikyōshi ga Hodoku!                           | Junya Matsuo       | TBS            |                             |
| 2013 | Doubles: Futari no Deka                          | Eisaku Kawashima   | TV Asahi       | Episodio 6                  |
| 2013 | Mitsuhiko Asami Series 33 Shinkirō               | Masashi Takatsu    | TBS            |                             |
| 2013 | Hakushon Daimaō                                  | Yuriko Papa        | Fuji TV        |                             |
| 2014 | Hotel G-Men Gushiken Yōko no Satsujin Suiri 2    | Kazuhiko Murakami  | TV Tokyo       |                             |
| 2014 | Last Doctor: Kansatsu-i Akita no Kenshi Hōkoku   | Yoshiyuki Murai    | TV Tokyo       | Episodio 4                  |
| 2014 | Misa Yamamura Suspense Akai Reikyūsha 34         | Shusuke Takano     | Fuji TV        |                             |
| 2014 | Sutekina-sen Taxi                                | Akira Naito        | KTV            | Episodio 7                  |
| 2015 | San-biki no Ossan 2: Seigi no Mikata, Futatabi!! | Tatsumi Saeki      | TV Tokyo       | Episodio 4                  |
| 2015 | Shugoshin Bodyguard Teru Shindo 4                | Kenichiro Dozono   | TBS            |                             |
| 2015 | Watashi wa Daikō-ya! Jiken Suiri Ukeoinin 4      | Seiji Anzai        | ABC            |                             |
| 2015 | Taxi Driver no Suiri Nisshi                      | Toshihiko Shindo   | TV Asahi       |                             |
| 2015 | Tantei no Tantei                                 | Shoji Kodama       | Fuji TV        |                             |

### Películas
| Año  | Título                                                                   | Papel             | Notas |
| ---- | ------------------------------------------------------------------------ | ----------------- | ----- |
| 1994 | Yokohama Bakkure-tai                                                     | Tsunematsu Narita |       |
| 2000 | Zawazawa Shimokitazawa                                                   |                   |       |
| 2001 | Godzilla, Mothra, King Ghidorah: Daikaijū Sōkōgeki                       | Kobayakawa        |       |
| 2003 | Ju-On: The Grudge 2                                                      | Keisuke Okuni     |       |
| 2006 | Waters                                                                   | Shintaro          |       |
| 2006 | Inugami-ke no ichizoku                                                   | Suketake Inugami  |       |
| 2008 | Yume no Manimani                                                         |                   |       |
| 2010 | Hanjiro                                                                  | Kojiro Ayukawa    |       |
| 2010 | Aibō Gekijō-ban II: ¡Keishichō Senkyo! Tokumei-gakari no Ichiban Nagaiyo | Eigo Isomura      |       |